# Paruline à calotte rousse
Basileuterus rufifrons
Espèce
Répartition géographique
Statut de conservation UICN

 LC  : Préoccupation mineure
La Paruline à calotte rousse (Basileuterus rufifrons) est une espèce de passereau appartenant à la famille des Parulidae.

## Répartition et sous-espèces
Selon la classification de référence du Congrès ornithologique international (15.1, 2025) elle se répartit en cinq sous-espèces :
- Basileuterus rufifrons caudatus Nelson, 1899 — sierra Madre occidentale ;
- Basileuterus rufifrons dugesi Ridgway, 1892 — ;
- Basileuterus rufifrons jouyi Ridgway, 1892 — sierra Madre orientale ;
- Basileuterus rufifrons rufifrons (Swainson, 1838) — ;
- Basileuterus rufifrons salvini Cherrie, 1891 —.

## Galerie

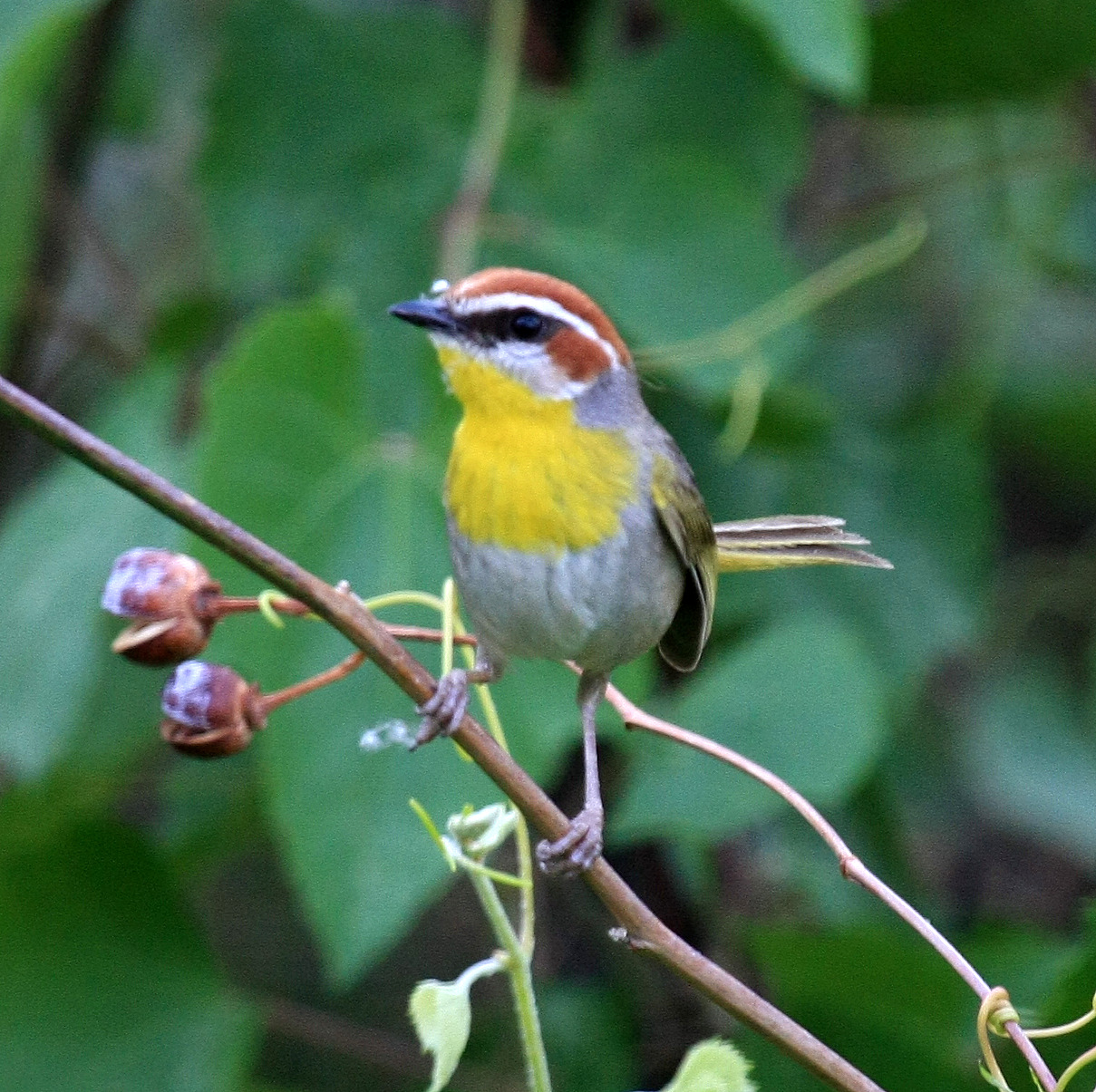
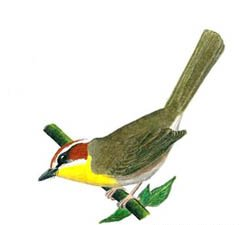